# Drusenheim
Drusenheim település Franciaországban, Bas-Rhin megyében. Lakosainak száma 5357 fő (2022. január 1.). Drusenheim Herrlisheim, Offendorf, Dalhunden, Oberhoffen-sur-Moder, Rohrwiller, Schirrhein, Sessenheim és Soufflenheim községekkel határos.

## Népesség
A település népességének változása:
| Lakosok száma | 5090 | 5102 | 5150 | 5154 | 5211 | 5268 | 5254 | 5292 | 5357 |
|               | 2013 | 2015 | 2016 | 2017 | 2018 | 2019 | 2020 | 2021 | 2022 |